# (19595) Lafer-Sousa
(19595) Lafer-Sousa (1999 NW31) – planetoida z pasa głównego asteroid okrążająca Słońce w ciągu 4,1 lat w średniej odległości 2,56 j.a. Odkryta 14 lipca 1999 roku.